# Sorbet

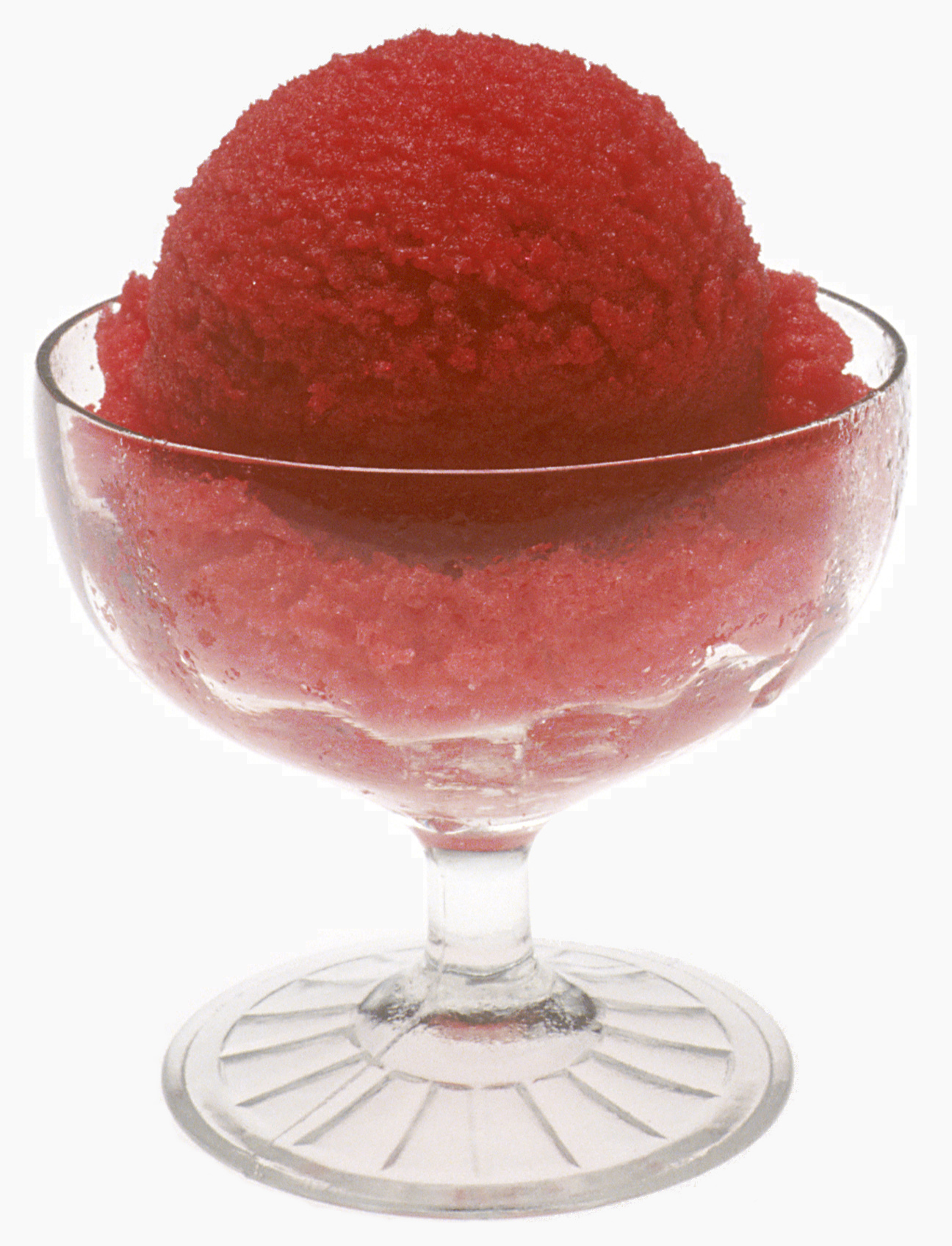
Sorbet de zmeură

Sorbetul (în franceză sorbet, în italiană sorbetto) este un desert rece considerat strămoșul înghețatei. În general, acesta are la bază fructele și apa, însă de multe ori conține lapte și lichioruri alcoolice. Sorbetul exista încă din Antichitate. Pentru a produce acest desert, Nero, marele conducător al Romei, aducea gheață din Munții Apenini.
Denumirea preparatului provine de la cuvântul arab sherbet, cu rădăcini indo-europene.